# Wildberg, Baden-Württemberg
Wildberg, Baden-Württemberg är en stad i Landkreis Calw i regionen Nordschwarzwald i Regierungsbezirk Karlsruhe i förbundslandet Baden-Württemberg i Tyskland.